# Konnur
Konnur is een panchayatdorp in het district Belgaum van de Indiase staat Karnataka. 

## Demografie
Volgens de Indiase volkstelling van 2001 wonen er 17.978 mensen in Konnur, waarvan 51% mannelijk en 49% vrouwelijk is. De plaats heeft een alfabetiseringsgraad van 60%. 